# Goldi Halili
Goldi Halili, född 1995 i USA, är en albansk sångerska och modell. 

## Karriär
Halili vann som 11-åring år 2006 modelltävlingen "Little Miss World" som hölls i Turkiet. 

### Festivali i Këngës
År 2009 ställde hon upp i Festivali i Këngës 48 med låten "Tirana Broadway". Eftersom man år 2009 valt att ha med en kategori där "nykomlingar" tävlade, fick Halili delta i den gruppen. Hon lyckades ta sig till finalen direkt och där slutade hon på en 14:e plats av 20 tävlande efter att ha fått 64 poäng av juryn. Året därpå ställde hon upp igen (Festivali i Këngës 49). Denna gång deltog hon med låten "Në krahët e tua" och hon lyckades ta sig till finalen den 25 december via en semifinal. Väl i finalen fick hon 0 poäng av juryn och slutade på en delad sista plats (tillsammans med Albi Xhepa och Sam Jaupaj). Halili ställde år 2011, för tredje året i rad, upp i Festivali i Këngës. Denna gång deltog hon med låten "Rroj për dashurinë" och hon placerades i den andra semifinalen, den 27 december 2011. I semifinalen tävlade 14 bidrag om 10 finalplatser, och efter att juryn fattat sitt beslut stod det klart att Halili var en av de som inte tog sig till finalen.
År 2011 släppte Halili en engelsk version av sin låt "Në krahët e tua", som hon ställde upp i Festivali i Këngës 49 med. Låten fick titeln "Find Me" och spelades in i New York i USA.

### Kënga Magjike
År 2010 ställde hon för första gången upp i musiktävlingen Kënga Magjike. Hon tävlade med låten "Emrin tim do ta bej vete", och vid finalen den 20 november 2010 i Pallati i Kongreseve i Tirana, fick Halili 31 poäng av de andra artisterna, vilket resulterade i en 46:e plats av 47 deltagare.

### Top Fest
I mars 2013 debuterade Halili i Top Fest med låten "Më duaj pergjithmonë". Med låten tog hon sig vidare till semifinalerna, där framträdandena görs live.